# Leonard Leclercq
Léonard Antoine Joseph Leclercq (Berzée, 25 februari 1877 - 10 november 1952) was een Belgisch senator.

## Levensloop
Leclercq werd in 1927 verkozen tot BWP-senator voor de provincie Namen en vervulde dit mandaat tot in 1929.
Hij werd opnieuw verkozen tot provinciaal socialistisch senator in juni 1936, maar nam in oktober van hetzelfde jaar al ontslag.